# Stanisław Ignacy Sowiźrał

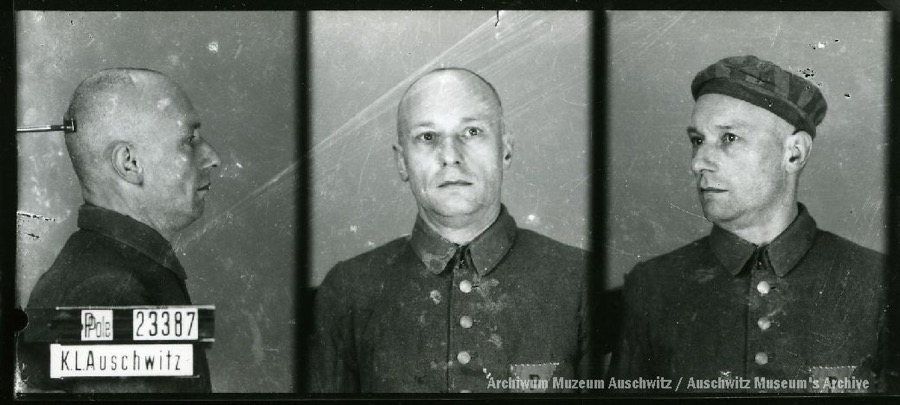
Stanisław Sowiźrał jako więzień KL Auschwitz.

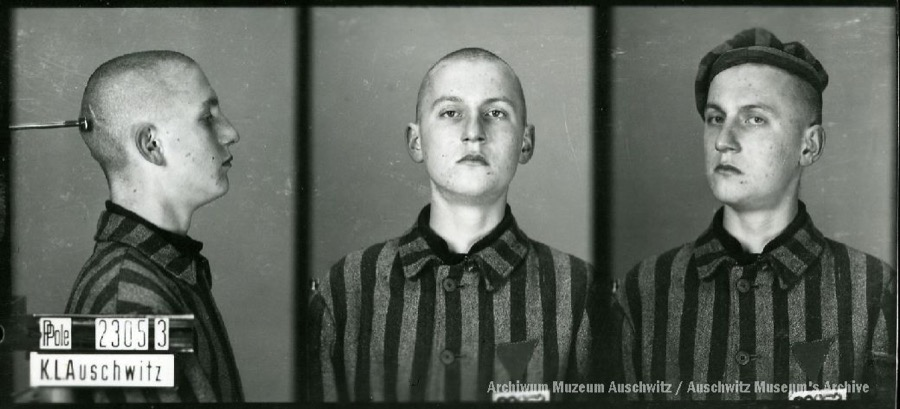
Tadeusz Sobolewicz vel Władysław Sowiźrał.

Stanisław Ignacy Sowiźrał ps. „Szosa”, „Sosna” (ur. 30 marca 1895 w Tarnowie, zm. 20 czerwca 1942 w KL Auschwitz) – major intendent Wojska Polskiego, założyciel i pierwszy komendant Obwodu SZP-ZWZ w Tarnowie, więzień KL Auschwitz (numer 23387).

## Życiorys
Urodził się 30 marca 1895 w Tarnowie.
Brał udział w walkach podczas I wojny światowej, walczył w 1 pułku piechoty Legionów Polskich.
1 lipca 1920 został zameldowany z Warszawy w Poznaniu na ul. Górna Wilda 84. 15 października 1921 ponownie wrócił do Poznania z Warszawy, a 6 maja 1922 zameldowany na ul. Gen. Kosińskiego 1. W 1922 został zdemobilizowany jako oficer rezerwy. Później przydzielony do Szefostwa Intendentury Dowództwa Okręgu Korpusu Nr VII w Poznaniu. Do marca 1929 służył w Rejonowym Zakładzie Żywnościowym Poznań, a następnie w Składnicy Materiału Intendenckiego Poznań. Z dniem 15 sierpnia 1933 został przeniesiony do korpusu oficerów intendentów. Po 1935 zastąpił majora Stefana Migdała na stanowisku zarządcy Składnicy Materiału Intendenckiego Nr 7 w Poznaniu. Na stopień majora został awansowany ze starszeństwem z 19 marca 1938 i 7. lokatą w korpusie oficerów intendentów.
Po napaści Niemiec na Polskę brał udział w walkach o Kutno we wrześniu 1939 r.
W październiku 1939 r. przyjechał do rodzinnego Tarnowa. Włączył się w działalność konspiracyjną. Był organizatorem i pierwszym komendantem Obwodu SZP-ZWZ w Tarnowie. 5 października 1940 r. uniknął aresztowania przez Gestapo, uciekając z domu przez okno wraz z synem Władysławem Sowiźrałem (podczas wojny syn zaczął się posługiwać danymi Tadeusz Sobolewicz, przy danych tych pozostał do śmierci). Udał się do Częstochowy i tam kontynuował działalność do chwili aresztowania przez Niemców. 20 lutego 1942 r. został osadzony w niemieckim obozie koncentracyjnym Auschwitz, gdzie zachorował i jako nieużyteczny, 20 czerwca 1942 r. stracił życie w komorze gazowej. W obozie przebywał pod nazwiskiem Sobolewicz.

## Rodzina
Stanisław był żonaty z Anną z domu Laskowa (ur. 12 marca 1904 w Tarnowie), z którą miał dwóch synów: Władysława Józefa (ur. 26 marca 1925 w Poznaniu) i Bogusława Jakuba (ur. 11 kwietnia 1927 w Poznaniu).
Żona Anna Ludgarda została aresztowana po ucieczce męża i syna z Tarnowa, przez niespełna rok więziona w tarnowskim więzieniu, a 10 września 1941 osadzona w niemieckim obozie koncentracyjnym Ravensbrück, gdzie przebywała do wyzwolenia.
Władysław Józef vel Tadeusz Sobolewicz po wyzwoleniu z obozu ukończył studia aktorskie, występował w teatrach Śląska, Zagłębia Dąbrowskiego i Krakowa. Był też autorem wspomnień „Wytrzymałem, więc jestem” i „Mieć kogoś”.

## Upamiętnienie
W 1995 w kościele oo. misjonarzy p.w. Świętej Rodziny w Tarnowie odsłonięto tablicę upamiętniającą Stanisława Sowiźdrzała.

## Ordery i odznaczenia
- Krzyż Niepodległości – 9 listopada 1931 „za pracę w dziele odzyskania niepodległości”[18][2][19]
- Złoty Krzyż Zasługi – 1938 „za zasługi na polu pracy społecznej”[20]
- Srebrny Krzyż Zasługi